# San Miguel (Bulacan)
San Miguel è una municipalità di prima classe delle Filippine, situata nella Provincia di Bulacan, nella Regione del Luzon Centrale.
San Miguel è formata da 49 baranggay:
- Bagong Pag-asa
- Bagong Silang
- Balaong
- Balite
- Bantog
- Bardias
- Baritan
- Batasan Bata
- Batasan Matanda
- Biak-na-Bato
- Biclat
- Buga
- Buliran
- Bulualto
- Calumpang
- Cambio
- Camias
- Ilog-Bulo
- King Kabayo
- Labne
- Lambakin
- Magmarale
- Malibay
- Maligaya
- Mandile

- Masalipit
- Pacalag
- Paliwasan
- Partida
- Pinambaran
- Poblacion
- Pulong Bayabas
- Pulong Duhat
- Sacdalan
- Salacot
- Salangan
- San Agustin
- San Jose
- San Juan
- San Vicente
- Santa Ines
- Santa Lucia
- Santa Rita Bata
- Santa Rita Matanda
- Sapang
- Sibul
- Tartaro
- Tibagan
- Tigpalas